# D.B. Woodside
David Bryan "D. B." Woodside (Queens, Nueva York; 25 de julio de 1969) es un actor estadounidense de cine y televisión, más conocido por haber interpretado a Amenadiel en la serie Lucifer.

## Biografía
En el 2008 D.B. comenzó a salir con la actriz Golden Brooks, el 1 de septiembre del 2009 la pareja le dio la bienvenida a su primera hija juntos, Dakota Tao Brooks-Woodside, sin embargo en el 2010 la pareja se separó.

## Carrera
En 1996 se unió a la segunda temporada de la serie Murder One donde interpretó a Aaron Mosely, hasta 1997.
En 2000 apareció en la película Romeo Must Die donde interpretó a Colin O'Day, el hijo de Isaak (Delroy Lindo) un jefe de una banda mafiosa y hermano de Trish (Aaliyah).
En 2002 se unió al elenco de la séptima temporada de la popular serie Buffy the Vampire Slayer donde interpretó al director Robin Wood hasta el 2003.
En 2003 obtuvo uno de sus papeles más destacados cuando se unió al elenco de la popular serie norteamericana 24, donde interpretó al presidente Wayne Palmer, el hermano del expresidente David Palmer (Dennis Haysbert), hasta el 2007.
En 2009 apareció como invitado en la serie Private Practice donde interpretó a Duncan Mischer, un paciente del hospital Grey Sloan Memorial que tiene un tumor en el esófago. 
En 2010 se unió al elenco recurrente de la serie Hellcats donde dio vida al doctor Derrick Altman y novio de Vanessa Lodge (Sharon Leal).
Ese mismo año apareció en un episodio de la serie Hawthorne donde interpretó a David Gendler, un hombre que al enterarse de que se está muriendo de cáncer, decide que quiere terminar con su vida. 
También apareció en la serie Castle donde interpretó a Lance Carlberg, el presidente de "New York Recycle" quien decide matar a su empleado Sam Parker, para que este no revelara que estaban contaminando el mar al tirar sus desperdicios durante el episodio "One Man's Treasure".
En 2011 se unió al elenco de la serie Single Ladies donde interpretó al empresario Malcolm hasta la tercera temporada en el 2014.
Ese mismo año apareció en la tercera temporada de la serie Parenthood donde dio vida al doctor Joe Prestridge, hasta el 2012.
En 2014 se unió al elenco recurrente de la serie Suits donde interpreta a Jeff Malone, un socio mayor de la firma de abogados, hasta ahora.
En 2016 se unió al elenco principal de la serie Lucifer, donde interpreta al ángel Amenadiel, el hermano de Lucifer que baja a la tierra para convencerlo de regresar al infierno.

## Filmografía

### Series de televisión
| Año         | Título                   | Personaje          | Notas                                        |
| ----------- | ------------------------ | ------------------ | -------------------------------------------- |
| 2023        | 9-1-1: Lone Star         | Trevor Parks       | Recurrente                                   |
| 2023        | El agente nocturno       | Erik Monks         | 10 episodios                                 |
| 2016 - 2021 | Lucifer                  | Amenadiel          | 67 episodios                                 |
| 2014 - 2019 | Suits                    | Jeff Malone        | 13 episodios                                 |
| 2011 - 2014 | Single Ladies            | Malcolm            | 37 episodios                                 |
| 2013        | Emily Owens, M.D.        | Evan Hammond       | 3 episodios                                  |
| 2011 - 2012 | Parenthood               | Dr. Joe Prestridge | 9 episodios                                  |
| 2010 - 2011 | Hellcats                 | Dr. Derrick Altman | 8 episodios                                  |
| 2009        | Monk                     | Dr. Matthew Shuler | 2 episodios                                  |
| 2009        | Castle                   | Lance Carlberg     | Episodio "One Man's Treasure"                |
| 2009        | Hawthorne                | David Gendler      | 3 episodios                                  |
| 2009        | Private Practice         | Duncan Mischer     | 2 episodios                                  |
| 2009        | Lie to Me                | Henry Strong       | Episodio "Undercover"                        |
| 2007        | Grey's Anatomy           | Marcus King        | Episodio 8 “Por siempre jóvenes” Temporada 4 |
| 2003 - 2007 | 24                       | Wayne Palmer       | 48 episodios                                 |
| 2002 - 2003 | Buffy the Vampire Slayer | Robin Wood         | 14 episodios                                 |
| 1996 - 1997 | Murder One               | Aaron Mosely       | 18 episodios                                 |

### Películas
| Año  | Título         | Personaje   | Notas                                                                                     |
| ---- | -------------- | ----------- | ----------------------------------------------------------------------------------------- |
| 2000 | Romeo Must Die | Colin O'Day | junto a Jet Li, Aaliyah, Isaiah Washington, Anthony Anderson, Delroy Lindo y Russell Wong |

### Director, guionista y productor
| Año  | Título | Notas                                   |
| ---- | ------ | --------------------------------------- |
| 2007 | First. | corto - director, guionista y productor |

## Premios y nominaciones
| Año  | Categoría                        | Premio             | Serie | Resultado |
| ---- | -------------------------------- | ------------------ | ----- | --------- |
| 2007 | Outstanding Actor - Drama Series | Golden Nymph Award | 24    | Nominado  |